# 天主教瓜廖尔教区
天主教瓜廖爾教區 （拉丁語：Dioecesis Gwaliorensis）是羅馬天主教的一個教區，包括印度中央邦北部六縣，受天主教博帕爾總教區管轄。
教區成立於1999年2月9日，2006年有教友4,150名，佔轄區總人口百分之0.1。由廿七名司鐸名管理廿四個堂區。現任教區主教為若瑟·特伊克蒂爾，榮休主教為若瑟·凱塔塔拉。